# Your Possible Pasts
"Your Possible Pasts" es una canción del álbum The Final Cut de 1983 de Pink Floyd. Nunca fue interpretada en vivo, pero la letra del estribillo fue incluida en Pink Floyd: The Wall, junto a la letra de "5:11 A.M.- The Moment of Clarity" de The Pros and Cons of Hitch Hiking. La letra es leída por el personaje principal, Pink, en la escena del cuarto de baño entre "Stop" y "The Trial."

## Personal
Pink Floyd:
- Roger Waters - bajo, guitarra acústica, efectos de cinta, efectos de sonido, y voz.
- David Gilmour - Guitarra eléctrica.
- Nick Mason - batería.

Personal adicional:
- Michael Kamen - Teclado y orquesta.
- Andy Bown - Órgano Hammond.
- Ray Cooper - Percusiones.